# 205e division d'infanterie (Empire allemand)
Pour les articles homonymes, voir 205e division.
La 205e division d'infanterie est une unité de l'armée allemande créée en 1916 qui participe à la Première Guerre mondiale. Elle est stationnée durant l'intégralité du conflit sur le front de l'Est dans le secteur des pays baltes. Elle prend part aux combats de l'Aa et de Riga, puis est employée comme force d'occupation dans les pays baltes. Après la signature de l'Armistice en 1918, la division est rapatriée en Allemagne et dissoute au cours de l'année 1919.

## Première Guerre mondiale

### Composition
- Infanterie

406e régiment d'infanterie
407e régiment d'infanterie
439e régiment d'infanterie
- Artillerie

405e régiment d'artillerie de campagne (réduit en 1918 à l'état-major et aux 1re et 2e batteries)
- Cavalerie

2e escadron du 15e régiment d'uhlans
- 377e compagnie de pionniers

### Historique

#### 1916
- novembre - décembre : formation de la division avec les 406e et 407e régiments d'infanterie en provenance de la 202e division d'infanterie et avec le 439e régiment d'infanterie dans la région de Vilnius. La division est stationnée en arrière du front, dans la région nord-est de Vilnius. Avec la 226e division d'infanterie (de), la 205e division renforce les troupes du 3e corps de réserve de la Xe armée allemande[1].

#### 1917
- janvier - février : mouvement vers le front, la division occupe un secteur du front sur la rive ouest de la Lielupe. Engagée dans les batailles de l'Aa avec de fortes pertes notamment au 407e régiment d'infanterie[1].
- mars : retrait du front, repos.
- avril - septembre : mouvement vers le front, occupation d'un secteur du front à l'est de Jelgava.

1er - 5 septembre : engagée dans la bataille de Riga.
- octobre 1917 - février 1918 : occupation d'un secteur du front vers le sud-est de Riga. Au cours de cette période, de nombreux hommes jeunes de la division sont transférés sur le front de l'ouest pour renforcer successivement la 47e division de réserve en avril 1917, la 14e division d'infanterie en octobre 1917 et la 75e division de réserve en novembre 1917[1].

#### 1918
- février - novembre : la division occupe un secteur du front au sud-est de Riga, puis à partir d'avril en Livonie. En juin, elle est stationnée dans la région de Narva et y reste jusqu'à la fin du conflit. Après la signature de l'armistice, la division est transférée en Allemagne puis dissoute au cours de l'année 1919.

## Chefs de corps
| Grade                        | Nom                               | Date                            |
| ---------------------------- | --------------------------------- | ------------------------------- |
| Generalmajor/Generalleutnant | Konrad von Baerenfels-Warnow (de) | 11 novembre 1916 - 23 juin 1918 |
| Generalleutnant              | Frank Hermann Zierold             | 23 juin - 22 septembre 1918     |
| Generalleutnant              | Alfred von Besser                 | 23 septembre - 18 décembre 1918 |